# Смілка нічна
Смілка нічна, елізанта ночецвіта як Elisanthe noctiflora (Silene noctiflora) — вид рослин з родини гвоздикових (Caryophyllaceae), поширений у Європі й західній Азії.

## Опис
Однорічна чи дворічна трав'яниста рослина 30–80 см заввишки. Чашечки циліндричні, 20–25 мм завдовжки, з гострими шилоподібними зубцями. Пелюстки рожеві або білуваті, 22–28 мм завдовжки, з дуже короткими придатками. Коробочки яйцеподібні, 15–17 мм завдовжки, на голих карпофорах. 2n = 24.

## Поширення
Вид поширений у Європі (крім Піренейського п-ва, островів і півночі) й західній Азії (від Туреччини до західного Сибіру й Сіньцзяну (півночі Тянь-Шаня)); натуралізований у північній Європі, Канаді, США.
В Україні вид зростає в чагарниках, на узліссях лісів — на всій території, спорадично; у південних районах, рідко.

## Галерея

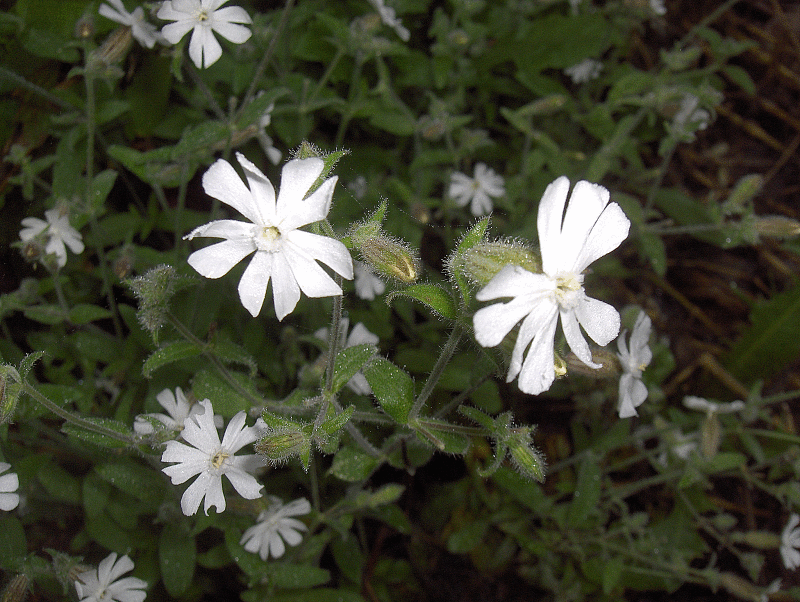
рослина
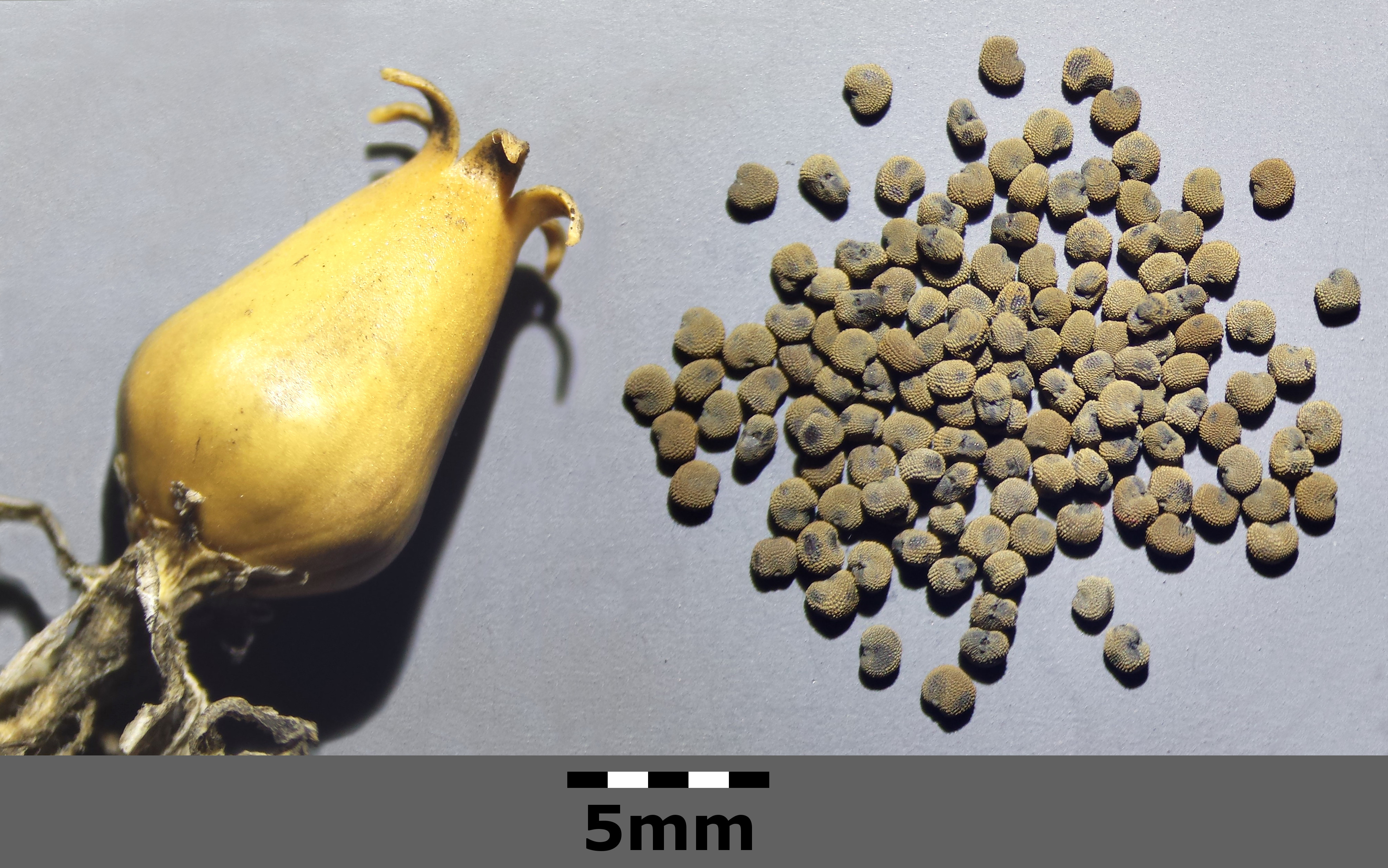
коробочка й насіння